# Nicola Armaroli
Nicola Armaroli (Bentivoglio, 2 settembre 1966) è un chimico italiano, dirigente di ricerca presso il Consiglio Nazionale delle Ricerche, direttore della rivista Sapere e membro dell'Accademia Nazionale delle Scienze detta dei XL.

## Biografia e attività di ricerca
Si è laureato in Chimica all'Università di Bologna nel 1990 e ha ottenuto il dottorato di ricerca presso la stessa Università nel 1994. Lavora dal 1997 al Consiglio Nazionale delle Ricerche (CNR), presso l'Istituto per la Sintesi Organica e la Fotoreattività (ISOF). Nel 2014 assume la direzione di Sapere, prima rivista italiana di divulgazione della scienza, fondata nel 1935. Dal 2019 è membro della Accademia Nazionale delle Scienze detta dei XL.
È membro del Comitato Esecutivo della European Chemical Society (EuChemS) e Fellow della Royal Society of Chemistry (RSC). Ha presieduto il Working Party di Chimica ed Energia della European Chemical Society (2011-2017).  Fa parte del comitato scientifico di numerose riviste tra cui Chemistry - A European Journal (Wiley-VCH), Photochemical & Photobiological Sciences (RSC), Polyhedron (Elsevier). Nel 2001 ha vinto il Premio Internazionale Grammaticakis-Neumann per la fotochimica, nel 2009 il premio letterario Galileo per la divulgazione scientifica, nel 2017 la Medaglia d'Oro Enzo Tiezzi della Società chimica italiana e nel 2019 il Premio per la chimica Ravani-Pellati della Accademia delle Scienze di Torino.
La sua attività di ricerca riguarda la fotochimica e la fotofisica di composti di coordinazione, nanostrutture di carbonio e sistemi e materiali supramolecolari. Queste ricerche sono di interesse per la conoscenza fondamentale e per applicazioni tecnologiche quali la conversione dell'energia solare, i nuovi materiali per l'illuminazione, la catalisi e il remote sensing. Studia inoltre la transizione energetica nella sua complessità, anche in relazione alla disponibilità di risorse naturali e al cambiamento climatico.
Si occupa di divulgazione scientifica sui temi delle fonti e tecnologie energetiche, delle risorse naturali e dell'ambiente, sui media di massa e nella società.

## Opere

### Libri
È autore di libri sui temi delle tecnologie e delle risorse energetiche.
- Energy for a Sustainable World – From the Oil Age to a Sun-Powered Future, Wiley-VCH, 2011.
- Powering Planet Earth – Energy Solutions for the Future, Wiley-VCH, 2013 (con Nick Serpone).
- Electroluminescent Materials and Electroluminescent Devices (N. Armaroli, H.J. Bolink, Eds.), Springer, 2017.
- Energia per l'Astronave Terra - Terza edizione: l'Era delle Rinnovabili, Zanichelli Editore, Bologna, 2017 (con Vincenzo Balzani).
- Energia per l'Astronave Terra- Nuova edizione aggiornata e ampliata con gli scenari energetici per il futuro dell'Italia, Zanichelli Editore, Bologna, 2011 (con Vincenzo Balzani).
- Energia per l'Astronave Terra- Quanta ne usiamo, come la produciamo, che cosa ci riserva il futuro, Zanichelli Editore, Bologna, 2008 (con Vincenzo Balzani).
- Energia Oggi e Domani-Prospettive, Sfide, Speranze, Bononia University Press, Bologna, 2004.
- Emergenza energia. Non abbiamo più tempo, Edizioni Dedalo, Bari, 2020.

### Periodici
- Nicola Armaroli, Vincenzo Balzani: Solar Electricity and Solar Fuels: Status and Perspectives in the Context of the Energy Transition. In: Chemistry – A European Journal (2015), DOI: 10.1002/chem.201503580.
- Praveen et al: Oligo(phenylenevinylene) hybrids and self-assemblies: versatile materials for excitation energy transfer. In: Chemical Society Reviews 43, Issue 12, (2014), 4222-4242, DOI: 10.1039/C3CS60406C.
- Costa et al., Luminescent Ionic Transition-Metal Complexes for Light-Emitting Electrochemical Cells. In: Angewandte Chemie International Edition 51, Issue 33, (2012), 8178–8211, DOI: 10.1002/anie.201201471.
- Nicola Armaroli, Vincenzo Balzani, The Hydrogen Issue. In: ChemSusChem 4, Issue 1, (2011), 21-36, DOI: 10.1002/cssc.201000182.
- Nicola Armaroli, Vincenzo Balzani, Towards an electricity-powered world. In: Energy and Environmental Science 4, (2011), 3193–3222, DOI: 10.1039/c1ee01249e.
- Nicola Armaroli, Vincenzo Balzani, The Future of Energy Supply: Challenges and Opportunities. In: Angewandte Chemie International Edition 46, (2007), 52–66, DOI: 10.1002/anie.200602373.
- Nicola Armaroli et al, Photochemistry and Photophysics of Coordination Compounds: Copper. In: Photochemistry and Photophysics of Coordination Compounds 280, (2007), 69-115, DOI: 10.1007/128_2007_128.
- Nicola Armaroli, Photoactive mono- and polynuclear Cu(I)–phenanthrolines. A viable alternative to Ru(II)–polypyridines?. In: Chemical Society Reviews 30, (2001), 113-124, DOI: 10.1039/B000703J.
- Jean-François Eckert et al, Fullerene−Oligophenylenevinylene Hybrids: Synthesis, Electronic Properties, and Incorporation in Photovoltaic Devices. In: Journal of the American Chemical Society 122, Issue 31, (2000), 7467–7479, DOI: 10.1021/ja9941072.
- Nicola Armaroli et al., Charge‐Transfer Interactions in Face‐to‐Face Porphyrin‐Fullerene Systems: Solvent‐Dependent Luminescence in the Infrared Spectral Region. In: Chemistry – A European Journal 6, Issue 9, (2000), 1629–1645, DOI: 10.1002/(SICI)1521-3765(20000502)6:9<1629::AID-CHEM1629>3.0.CO;2-Z.
- Nicola Armaroli et al., Rotaxanes Incorporating Two Different Coordinating Units in Their Thread: Synthesis and Electrochemically and Photochemically Induced Molecular Motions. In: Journal of the American Chemical Society 121, Issue 18, (1999), 4397-4408, DOI: 10.1021/ja984051w.